# Adelotettix inornatus
Adelotettix inornatus är en insektsart som beskrevs av Marius Descamps 1978. Adelotettix inornatus ingår i släktet Adelotettix och familjen gräshoppor. Inga underarter finns listade i Catalogue of Life.